# Roman Kopřivík
Roman Kopřivík (* 10. března 1962 Chrudim) je český scenárista, textař a dramaturg. Věnuje se převážně tvorbě hraných televizních pořadů, podílel se na vzniku řady úspěšných televizních seriálů.

## Život
Vyrůstal v podkrkonošském Vrchlabí, odkud se v roce 1974 přestěhoval do Prahy. Po maturitě v roce 1980 pracoval jako doručovatel novin, knihovník a asistent režie ve Filmovém studiu Barrandov (např. na filmu Hadí jed, režie František Vláčil). V roce 1987 absolvoval Filmovou a televizní fakultu AMU v Praze, obor scenáristika a dramaturgie.
Do roku 1990 se živil jako noční vrátný a figurant. V letech 1990 – 1992 vyučoval jako asistent na FAMU a zároveň pracoval jako redaktor Československého, později Českého rozhlasu. Od roku 1992 působil na volné noze, nejdříve jako reklamní textař, později televizní scenárista a dramaturg. V současné době se věnuje tvorbě televizních seriálů.

## Scenáristika a dramaturgie
V letech 1987 - 1989 byly realizovány v Československém rozhlase jeho adaptace Zločin v Orcivallu, Spravedlnost Arsèna Lupina a Kočár do Vídně a v Československé televizi inscenace Někdo zaklepal na dveře. Od roku 1992 byl autorem scénářů k dětským a zábavným televizním programům (O poklad Anežky České, Na palmě!, Kinobazar aj.) a dramaturgem televizních projektů (Nadměrné maličkosti, Bankrotáři, Tatínek aj.). Roku 1998 vydal prózu Prásk! Bum! Cvak!, která byla také předlohou rozhlasové adaptace. V roce 2006 publikoval v Českém rozhlase cyklus fejetonů o tajemstvích Prahy pod názvem Tichý poutník. Je autorem scénářů rozhlasových detektivek na námět Dušana Kleina Hříchy pro posluchače rozhlasu, TV filmu Hasiči a televizního seriálu Znamení koně. Byl dramaturgem a scenáristou TV seriálu Ordinace v růžové zahradě II a dramaturgem TV seriálu Vyprávěj. Od roku 2017 do roku 2020 byl šéfautorem TV seriálu Modrý kód. Od roku 2019 je jedním ze spoluzakladatelů kreativní produkční společnosti Neustern.

## Hudba
V osmdesátých letech byl členem alternativní hudební skupiny Krásné nové stroje, ve které působil jako hráč na klávesové nástroje, textař a skladatel. V roce 1988 se stal spoluautorem hudby k povídkovému filmu Pražská 5 (režie Tomáš Vorel).

## Filmografie

### Televizní tvorba
- Někdo zaklepal na dveře (TV inscenace, r. I. Rajmont, 1989)
- Hasiči (TV film, r. J. Chlumský, 2010)
- Znamení koně (TV seriál, r. M. Cieslar, 2011)
- Znamení koně II (TV seriál, r. M. Cieslar, 2015)
- Modrý kód (TV seriál, r. L. Kodad, V. Moravec, J. Polišenský, L. Buchar, 2017 - 2020)

### Televizní dramaturgie
- Bankrotáři (TV film, r. Z. Zelenka, 2003)
- Tatínek (dokument, r. J Svěrák, M. Dostál, 2003)
- Rodinná pouta (TV seriál, r. J. Sládek, V. Drha, Z. Švarc, 2003 – 2006)
- Nadměrné maličkosti (TV cyklus, r. F. Filip. R. Vávra, I. Pavlásková, J. Němcová aj., 2004)
- Ulice (TV seriál, r. D. Klein, J. Deák, O. Kepka aj., 2005)
- Horákovi (TV seriál, r. T. Krejčí, B. Arichtev aj., 2006)
- Velmi křehké vztahy (TV seriál, r. V. Drha, J. Sládek, 2007 – 2008)
- Vyprávěj (TV seriál, r. B. Arichtev aj., 2012)
- Ordinace v růžové zahradě II (TV seriál, r. M. Kleis, J. Rezková aj., 2012 - 2017)
- V.I.P. vraždy (TV seriál, r. J. Fuit, B. Arichtev aj., 2016)
- Polda (TV seriál, r. J. Fuit, 2016)
- Temný kraj (TV seriál, r. J. Bártů, 2017)
- Kapitán Exner (TV seriál, r. V. Karas, I. Pokorný, 2017)
- Polda 2 (TV seriál, r. J. Fuit, 2017)
- Polda 3 (TV seriál, r. J. Fuit, 2018)
- V.I.P. vraždy 2 (TV seriál, r. J. Bártů, 2018)
- Polda 4 (TV seriál, r. J. Fuit, 2020)
- Polda 5 (TV seriál, r. J. Fuit, 2021)

### Rozhlasová tvorba
- Zločin v Orcivallu (dramatizace, r. P. Linhart, 1989)
- Spravedlnost Arsèna Lupina (dramatizace, r. P. Adler, 1991)
- Kočár do Vídně (dramatizace, r. J. Uhrin, 1992)
- Tichý poutník (cyklus fejetonů, 2007)
- Hříchy pro posluchače rozhlasu (seriál detektivek, r. O. Kepka, 2010)

### Filmová hudba
- Pražská 5 (film, r. T. Vorel, 1988)